# Deutsche Freie-Partie-Meisterschaft 1958/59

Veranstaltungsort: Goch

Die Deutsche Freie-Partie-Meisterschaft 1958/59 ist eine Billard-Turnierserie und fand vom 13. bis zum 15. März 1959 in Goch zum siebten Mal statt.

## Geschichte
Siegfried Spielmann verteidigte in Goch überlegen seinen DM-Titel in der Freien Partie. Die gezeigten Leistungen waren aber nicht so gut wie in den letzten Jahren. Mit ein Grund waren die nicht sehr guten Elfenbeinbälle im Turnier. Platz zwei belegte Josef Bolz vor Walter Zill.

## Modus
Gespielt wurde im Round-Robin-Modus bis 500 Punkte. Die Endplatzierung ergab sich aus folgenden Kriterien:
1. Matchpunkte
2. Generaldurchschnitt (GD)
3. Höchstserie (HS)

## Abschlusstabelle
| MP    | Match Points (Sieger = 2; Unentschieden = 1; Verlierer = 0) |
| Pkte. | Erzielte Karambolagen                                       |
| Aufn. | Benötigte Versuche                                          |
| GD    | Generaldurchschnitt                                         |
| BED   | Bester Einzeldurchschnitt eines Spielers                    |
| HS    | Höchstserie                                                 |
|       | Bester GD des Turniers                                      |
|       | Bester ED des Turniers                                      |
|       | Beste HS des Turniers                                       |
|       | 1. Platz (Gold)                                             |
|       | 2. Platz (Silber)                                           |
|       | 3. Platz (Bronze)                                           |

| Klassement                 | Klassement                               | Klassement | Klassement | Klassement | Klassement | Klassement | Klassement |
| Platz                      | Name                                     | MP         | Pkte.      | Aufn.      | GD         | BED        | HS         |
| -------------------------- | ---------------------------------------- | ---------- | ---------- | ---------- | ---------- | ---------- | ---------- |
| 1                          | Siegfried Spielmann (Düsseldorf)         | 12:0       | 3000       | 71         | 42,25      | 83,33      | 417        |
| 2                          | Josef Bolz (Köln)                        | 10:2       | 2550       | 139        | 18,34      | 25,00      | 215        |
| 3                          | Walter Zill (Gelsenkirchen)              | 8:4        | 2203       | 133        | 16,56      | 20,83      | 167        |
| 4                          | Hans Ritschel (München)                  | 4:8        | 2160       | 144        | 15,00      | 22,72      | 143        |
| 5                          | Ewald Kajan (Duisburg)                   | 4:8        | 2206       | 163        | 13,53      | 20,83      | 135        |
| 6                          | Matthias Metzemacher (Bergisch Gladbach) | 2:10       | 1628       | 123        | 13,23      | 20,83      | 160        |
| 7                          | Kurt Blaeser (Wuppertal)                 | 2:10       | 1649       | 163        | 10,11      | 17,24      | 139        |
| Turnierdurchschnitt: 16,44 |                                          |            |            |            |            |            |            |